# Sonchat Ratiwatana
Sonchat Ratiwatana (in thailandese สนฉัตร รติวัฒน์; Bangkok, 23 maggio 1982) è un tennista thailandese inattivo dal 2020.

## Carriera
Ha fatto coppia per la maggior parte della carriera con il fratello gemello Sanchai, con il quale ha fatto le sue prime due apparizioni tra i professionisti nel novembre del 1999 in due tornei ITF a Bangkok. Hanno iniziato a giocare con maggiore frequenza a fine 2001 e nel luglio 2003 hanno alzato il primo trofeo da professionisti vincendo il torneo ITF Romania F5. Nel prosieguo della stagione hanno vinto altri quattro tornei ITF, a settembre hanno esordito nel circuito maggiore con una sconfitta al primo turno del Thailand Open e a ottobre hanno vinto a Dharwad il primo titolo Challenger. Al Thailand Open, Sonchat ha perso anche al primo turno in singolare.
Hanno esordito assieme nella squadra thailandese di Coppa Davis nel 2004 e hanno giocato fino al 2019, e Sonchat Ratiwatana ha chiuso con un bilancio di 2 vittorie e 4 sconfitte in singolare e 22 vittorie e 10 sconfitte in doppio. L'esordio nelle prove del Grande Slam è avvenuto al torneo di Wimbledon 2006 con una vittoria, per essere poi eliminati al secondo turno. Nel prosieguo della carriera prenderanno parte a tutti i quattro tornei dello Slam e vinceranno in totale sei incontri, tutti a Wimbledon, il miglior risultato sarà il terzo turno raggiunto nell'edizione 2010.
Il primo titolo ATP è arrivato al Thailand Open nel settembre 2007 con il successo in finale su Michaël Llodra / Nicolas Mahut per 3–6, 7–5, [10-7]. Si sono ripetuti al Chennai Open nel gennaio 2008 superando in due set in finale Marcos Baghdatis / Marc Gicquel. Nel marzo successivo hanno perso al Memphis Open la terza e ultima finale ATP giocata in carriera. Ad aprile hanno raggiunto appaiati il 39º posto mondiale, che resterá il loro miglior ranking in carriera. Quello stesso anno hanno stabilito il record di tornei Challenger di doppio vinti in una stagione con otto titoli, primato superato nel 2022 dalla coppia Julian Cash / Henry Patten con dieci titoli.
Nel 2016 hanno fatto il loro esordio olimpico ai Giochi di Rio de Janeiro e sono stati eliminati al primo turno. Sonchat Ratiwatana aveva conquistato insieme al fratello sessanta titoli prima di separarsi per un breve periodo nel biennio 2017-18. Nel 2019 sono tornati in campo insieme conquistando nel corso della stagione i loro ultimi cinque tornei ITF arrivando a un totale di 65 titoli in coppia.
Ha disputato l'ultimo torneo in coppia con il fratello nel novembre 2019, ha poi giocato con Wishaya Trongcharoenchaikul tre tornei ITF nel gennaio 2020 vincendo l'ultimo a Nonthaburi, nella sua ultima apparizione in carriera tra i professionisti prima che il tennis mondiale iniziasse una lunga pausa per far fronte alla pandemia di COVID-19.
Ha vinto in singolare nel circuito maggiore 2 incontri e ne ha persi 5 (i match di Coppa Davis più una sconfitta nel Thailand Open 2003), mentre il bilancio in doppio in carriera nel circuito maggiore è di 61 vittorie e 80 sconfitte. In singolare non ha vinto alcun torneo e ha giocato l'ultimo incontro nel maggio 2019.
Ha vinto 68 tornei di doppio, tutti con il fratello a eccezione del torneo ITF Thailand F5 nel 2014 in coppia con Danai Udomchoke, del Thailand F6 nel 2018 con Francis Casey Alcantara e dell'M25 Nonthaburi con Wishaya Trongcharoenchaikul nel 2020. Di questi 68 tornei, 20 li ha vinti nel circuito ITF e 46 nei Challenger, oltre ai suddetti due tornei del circuito maggiore.

## Statistiche

### Doppio

#### Vittorie (2)
| Legenda doppio            |
| Grande Slam (0)           |
| ATP World Tour Finals (0) |
| ATP Masters 1000 (0)      |
| ATP World Tour 500 (0)    |
| ATP World Tour 250 (2)    |

| Numero | Data              | Torneo                 | Superficie | Compagno           | Avversari in finale           | Punteggio        |
| 1.     | 29 settembre 2007 | Thailand Open, Bangkok | Cemento    | Sanchai Ratiwatana | Michaël Llodra Nicolas Mahut  | 3–6, 7–5, [10-7] |
| 2.     | 6 gennaio 2008    | Chennai Open, Chennai  | Cemento    | Sanchai Ratiwatana | Marcos Baghdatis Marc Gicquel | 6–4, 7–5         |

#### Finali perse (1)
| Legenda doppio            |
| Grande Slam (0)           |
| ATP World Tour Finals (0) |
| ATP Masters 1000 (0)      |
| ATP World Tour 500 (1)    |
| ATP World Tour 250 (0)    |

| Numero | Data         | Torneo                                                | Superficie | Compagno           | Avversari in finale          | Punteggio   |
| 1.     | 2 marzo 2008 | RMK Championships and the Cellular South Cup, Memphis | Cemento    | Sanchai Ratiwatana | Mahesh Bhupathi Mark Knowles | 6(5)–7, 2–6 |

## Risultati in progressione
| Sigla | Risultato               |
| ----- | ----------------------- |
| V     | Vincitore               |
| F     | Finalista               |
| SF    | Semifinalista           |
| O     | Oro olimpico            |
| A     | Argento olimpico        |
| SF    | Bronzo olimpico         |
| QF    | Quarti di Finale        |
| 4T    | Quarto turno            |
| 3T    | Terzo turno             |
| 2T    | Secondo turno           |
| 1T    | Primo turno             |
| RR    | Round Robin             |
| LQ    | Turno di qualificazione |
| A     | Assente                 |
| ND    | Non disputato           |

| Legenda superfici    |
| -------------------- |
| Cemento              |
| Terra battuta        |
| Erba                 |
| Superficie variabile |

### Doppio
| Tornei Grande Slam         |     |     |     |     |     |     |     |     |     |     |     |     |     |        |      |
| Australian Open, Melbourne | A   | A   | 1T  | A   | A   | 1T  | A   | 1T  | A   | A   | A   | A   | 1T  | 0 / 4  | 0–4  |
| Open di Francia, Parigi    | A   | A   | 1T  | A   | A   | A   | A   | 1T  | A   | A   | A   | A   | A   | 0 / 2  | 0–2  |
| Wimbledon, Londra          | 2T  | 1T  | 1T  | 2T  | 3T  | 1T  | 2T  | 2T  | Q1  | A   | 1T  | Q1  | Q1  | 0 / 9  | 6–9  |
| US Open, New York          | A   | A   | 1T  | A   | A   | A   | 1T  | A   | A   | A   | A   | A   | A   | 0 / 2  | 0–2  |
| Vittorie-Sconfitte         | 1–1 | 0–1 | 0–4 | 1–1 | 2–1 | 0–2 | 1–2 | 1–3 | 0–0 | 0–0 | 0–1 | 0–0 | 0–1 | 0 / 17 | 6–17 |